# Cenomaniense
| Era Eratema | Periodo Sistema | Época Serie         | Edad Piso                      | Inicio, en millones de años |
| ----------- | --------------- | ------------------- | ------------------------------ | --------------------------- |
| Mesozoico   | Cretácico       | Superior / Tardío   | Maastrichtiense Maastrichtiano | 72,2±0,2                    |
| Mesozoico   | Cretácico       | Superior / Tardío   | Campaniense Campaniano         | 83,6±0,2                    |
| Mesozoico   | Cretácico       | Superior / Tardío   | Santoniense Santoniano         | 85,7±0,2                    |
| Mesozoico   | Cretácico       | Superior / Tardío   | Coniaciense Coniaciano         | 89,8±0,3                    |
| Mesozoico   | Cretácico       | Superior / Tardío   | Turoniense Turoniano           | 93,9±0,2                    |
| Mesozoico   | Cretácico       | Superior / Tardío   | Cenomaniense Cenomaniano       | 100,5±0,1                   |
| Mesozoico   | Cretácico       | Inferior / Temprano | Albiense Albiano               | 113,2±0,3                   |
| Mesozoico   | Cretácico       | Inferior / Temprano | Aptiense Aptiano               | 121,4±0,6                   |
| Mesozoico   | Cretácico       | Inferior / Temprano | Barremiense Barremiano         | 125,77                      |
| Mesozoico   | Cretácico       | Inferior / Temprano | Hauteriviense Hauteriviano     | 132,6±0,6                   |
| Mesozoico   | Cretácico       | Inferior / Temprano | Valanginiense Valanginiano     | 137,05±0,20                 |
| Mesozoico   | Cretácico       | Inferior / Temprano | Berriasiense Berriasiano       | 143,1                       |
| Mesozoico   | Jurásico        | Jurásico            | Jurásico                       | 201,4±0,2                   |
| Mesozoico   | Triásico        | Triásico            | Triásico                       | 251,9±0,024                 |

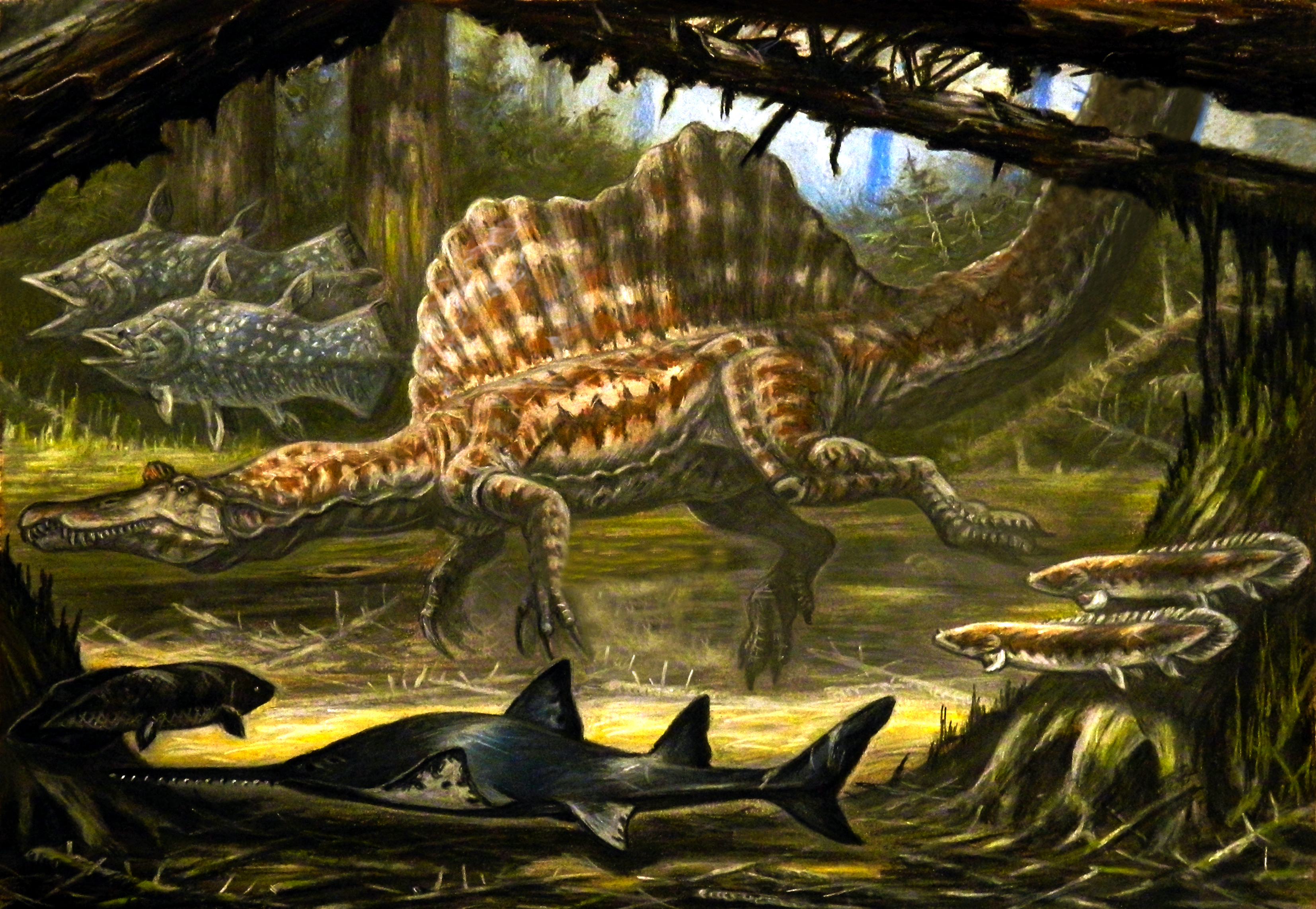
Spinosaurus nadando bajo el agua en su entorno, con un Onchopristis en el fondo y un Ceratodus en la parte inferior izquierda

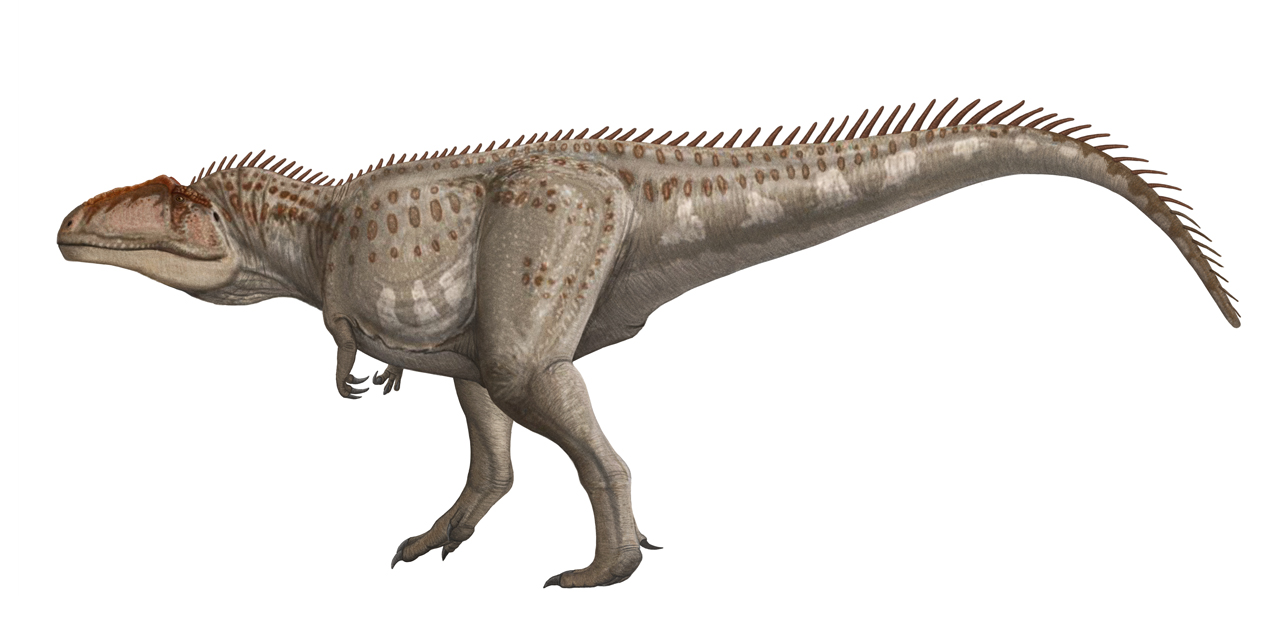
Giganotosaurus, dinosaurio terópodo del Cenomaniense

El Cenomaniense o Cenomaniano es el primer piso y edad del Cretácico Superior/Cretácico Tardío, en la escala temporal geológica. Sucede al Albiense (último piso y edad  del Cretácico Inferior/Temprano) y precede al Turoniense. Se inició hace unos 100,5 millones de años y terminó hace unos 93,9 millones de años.
El Cenomaniense se introdujo en la literatura científica por el paleontólogo francés Alcide d'Orbigny en 1847. Recibe su nombre de Cenomanus, la denominación latína de la ciudad de Le Mans (departamento de Sarthe, Francia).

## Sección estratotipo y punto de límite global (GSSP)
La sección estratotipo y punto de límite global (GSSP) para la base del Cenomaniense encuentra en la ladera oeste del monte  Risou, cerca de la población de Rosans (departamento de Altos Alpes, Francia). Se caracteriza por la primera aparición del foraminífero planctónico Rotalipora globotruncanoides. El piso y el GSSP fueron aprobados por la Comisión Internacional de Estratigrafía y posteriormente ratificados por la Unión Internacional de Ciencias Geológicas en diciembre de 2001.
El techo del Cenomaniense se define por el GSSP de la base del Turoniense, que se caracteriza por la primera aparición del amonites Watinoceras devonense, y estar en la mitad de una excursión positiva global del isótopo 13C.